# Erzsébet Galgóczi
Erzsébet Galgóczi (n. 27 august 1930, Győr, Ungaria – d. 20 mai 1989, Győr, Ungaria) a fost o scriitoare maghiară.